# The Adventures of Mickey Mouse
The Adventures of Mickey Mouse est une publication sous forme de livres cartonnés de David McKay de New York débutée en 1931 et présentant des histoires de Mickey Mouse et ses amis de la ferme.
C'est la première apparition de Mickey sous un format livre. Il est toutefois apparu en comic strip dès janvier 1931.
Dans le premier livre, l'histoire Mickey's 'Hoozoo' Witswitch, And Wotswot nomme comme ami de Mickey un certain Donald Duck qui n'apparaîtra en réalité que trois ans plus tard le court métrage Une petite poule avisée sorti le 9 juin 1934. L'histoire sera republiée en 1932 dans les Mickey Mouse Annual et complétée par des dessins.